# كلايد ميدلتون
كلايد ميدلتون هو سياسي أمريكي، ولد في 30 يناير 1928 في كليفلاند في الولايات المتحدة، وتوفي في 12 يوليو 2019 في كوفينغتون في الولايات المتحدة. نشط حزبياً في الحزب الجمهوري. وقد انتخب عضو مجلس ولاية كنتاكي ‏.